# Minispel
Ett minispel är en term som används inom spelindustrin. Termen syftar till ett kortare datorspel som ofta finns inom ett annat större datorspel. Minispelet är ofta kortare och enklare än själva huvudspelet och behöver inte ha något med handlingen i resten av spelet att göra. I andra fall kan ett helt spel vara uppbyggt runt just minispel; Mario Party- och Warioware-serierna är exempel på sådana spel.